# Municipio de Riverdale (Nebraska)
El municipio de Riverdale (en inglés: Riverdale Township) es un municipio ubicado en el condado de Buffalo en el estado estadounidense de Nebraska. En el año 2010 tenía una población de 2193 habitantes y una densidad poblacional de 30,87 personas por km².

## Geografía
El municipio de Riverdale se encuentra ubicado en las coordenadas 40°45′28″N 99°7′57″O / 40.75778, -99.13250. Según la Oficina del Censo de los Estados Unidos, el municipio tiene una superficie total de 71.04 km², de la cual 71,04 km² corresponden a tierra firme y (0 %) 0 km² es agua.

## Demografía
Según el censo de 2010, había 2193 personas residiendo en el municipio de Riverdale. La densidad de población era de 30,87 hab./km². De los 2193 habitantes, el municipio de Riverdale estaba compuesto por el 97,81 % blancos, el 0,27 % eran afroamericanos, el 0,09 % eran amerindios, el 0,32 % eran asiáticos, el 0,5 % eran de otras razas y el 1 % eran de una mezcla de razas. Del total de la población el 1,5 % eran hispanos o latinos de cualquier raza.